# پامروی (واشینگتن)
پامروی (به انگلیسی: Pomeroy) شهری در شهرستان گارفیلد ایالت واشنگتن است که در سرشماری سال ۲۰۱۰ میلادی، ۱۴۲۵ نفر جمعیت داشته است. 